# Cruz de Honor 1914-1918
La Cruz de Honor 1914-1918 (en alemán: Ehrenkreuz 1914-1918), también conocida como Cruz de Honor de la Guerra Mundial 1914-1918 (Ehrenkreuz des Weltkrieges 1914-1918) o Cruz de Hindenburg (en honor a su creador), es una medalla conmemorativa de la I Guerra Mundial creada por el Mariscal de Campo Paul von Hindenburg, en calidad de Presidente de Alemania el 13 de julio de 1934. Era otorgada por el servicio en la Primera Guerra Mundial, y podía ser concedida en tres versiones: 
- Cruz de Honor para Combatientes (Ehrenkreuz für Frontkämpfer) - para soldados que lucharon en el frente.
- Cruz de Honor para Participantes en la Guerra (Ehrenkreuz für Kriegsteilnehmer) - para soldados no combatientes.
- Cruz de Honor para Parientes (Ehrenkreuz für Hinterbliebene) - para los parientes de soldados caídos en combate.

Reemplazó muchas medallas no oficiales de los veteranos, que ya no podrían ser lucidas. Todas las condecoraciones de los Freikorps, excepto el Águila de Silesia y la Cruz del Báltico, desaparecieron. 
Fue la única condecoración creada durante el Tercer Reich para conmemorar un hecho pasado, con tal de enorgullecer a los veteranos de guerra. Era otorgada con certificado acreditativo.
También podían optar a ella todos aquellos miembros del Ejército Imperial que habían perdido la nacionalidad alemana después del Tratado de Versalles. A medida que el III Reich se iba expandiendo por el Sarre, Danzig, Austria, Checoslovaquia y el Distrito de Memel, todos aquellos que podían optar a la medalla la recibieron; y a mayo de 1942 se amplió para cubrir a todos aquellos miembros de países aliados de los alemanes y austriacos que hubieran participado en el conflicto. 
Se otorgaron 6.202.883 medallas a antiguos combatientes, 1.120.449 a no combatientes, 345.132 a viudas y 373.950 a padres (estas cifras son las otorgadas a 1 de febrero de 1937).

## Diseño
Diseñada por Eugene Goted, era una cruz de Malta de bronce, similar a la Cruz de Hierro, pero más pequeña. 
- Clase Combatientes: En el centro hay una corona de laurel, con una cinta en la parte inferior. Dentro hay los años de la Gran Guerra "1914-1918", un cifra encima de la otra. Entre los brazos de la cruz se sitúan espadas cruzadas. Cuelga de una cinta de los siguientes colores: negro/blanco/negro/rojo/negro/blanco/negro.
- Clase No Combatientes: No luce las espadas, y la corona de laurel pasa a ser de hojas de roble. Utiliza el mismo galón que la clase combatientes.
- Clase Parientes: La cruz es igual que la clase no combatiente, pero con un acabado en negro, y en la cinta se invierten los colores (blanco/negro/blanco/rojo/blanco/negro/blanco).

En todas las clases el reverso es liso.